# Koháryszentlőrinci harang

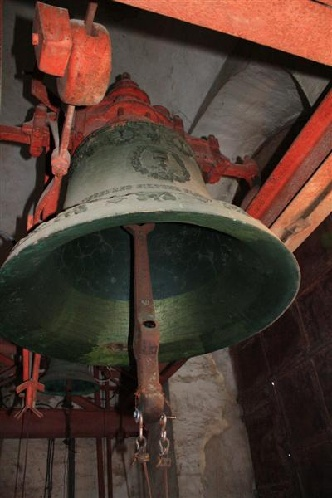
1992-ben

A koháryszentlőrinci harang a kecskeméti református templomban található. Tömege 560 kg, alsó átmérője 104 cm, G hangú.
Koháryszentlőrinc (ma: Nyárlőrinc) reformátusai Kecskemétre menekültek. Magukkal hoztak egy úrvacsorai kelyhet (ez a Ráday Múzeumban tekinthető meg) és egy kisebb méretű harangot is. Ezt a harangot 1851-ben újraöntötték, majd az első világháborúban elrekvirálták. Pótlása 1924-ben történt meg, és a második világháborút sikeresen túlélte. Repedés miatt 1971-ben újra kellett önteni Gombos Lajos műhelyében, Őrbottyánban.
Egyik oldalán felirat olvasható a paláston:
Másik oldalán búzakalász koszorúba foglalt kehely van kiöntve, alatta a református himnusz kezdősora:
TEBENNED BÍZTUNK ELEITŐL FOGVA
Az 1851-ben öntött harangon az alábbi latin nyelvű felirat volt:
"In honorem sacro sanctae trinitatis, ecclesia kecskemetiensis evangelicae reformatae. Sumtitus ad suum usum curavit fundi Budae per Joanem Picher in Ofen. 1851."

## Forrás
http://www.magyarharangok.hu/kecskemet.html